# 1940–1941-es magyar labdarúgókupa
Az 1940–1941-es magyar kupa a sorozat 18. kiírása volt, melyen a Szolnoki MÁV SE csapata 1. alkalommal diadalmaskodott.

## Döntő
| 1941. június 29. |

| Szolnoki MÁV SE                 | 3–0               | Salgótarjáni BTC |
| ------------------------------- | ----------------- | ---------------- |
| Kolláth 23' Szántó 37' Nagy 42' | (3–0) Jegyzőkönyv |                  |

| Üllői úti stadion, Budapest Nézőszám: 7000 Játékvezető: Nagy Lajos (magyar) |

## Külső hivatkozások
- 1940–1941-es magyar labdarúgókupa. magyarfutball.hu. (Hozzáférés: 2017. szeptember 13.)